# احمد هواش
احمد هواش (انگلیسی: Ahmed Haouache؛ زادهٔ ۱۴ مارس ۱۹۶۰) بازیکن فوتبال اهل سوریه بود.
وی به‌همراه تیم ملی فوتبال سوریه در بازی‌های المپیک تابستانی ۱۹۸۰ شرکت کرده‌است.